# Koniszcze
Koniszcze (ukr. Конище) – wieś na Ukrainie w rejonie kowelskim, w obwodzie wołyńskim. W II Rzeczypospolitej miejscowość wchodziła w skład gminy wiejskiej Górniki w powiecie kowelskim województwa wołyńskiego.
Do 2020 w rejonie ratnieńskim.